# Francisco Noguerol
Francisco Antonio Noguerol Freijedo (San Cristovo de Cea, 9 de julho de 1976) é um futebolista da Espanha que jogou na posição de defesa.